# テングチョウ
テングチョウ（天狗蝶、学名：Libythea celtis）は、タテハチョウ科テングチョウ亜科に分類されるチョウの1種。和名は成虫の頭部が天狗の鼻のように前方に伸びることに由来する。
テングチョウ亜科は全世界に10種類ほどが知られるが、日本に分布するのは1種類だけである。これらはタテハチョウ科の亜科の1つとして分類されるが、かつてはテングチョウ科 Libytheidae として独立した科で扱われていた。

## 特徴
成虫の前翅長は20-30 mmほど。翅は茶色で、前翅の縁に角状の突起がある。翅の表面には褐色-橙色の斑紋があるが、前翅前端にある2つの斑紋は白い。
頭部の触角の内側に前方に伸びる突起があり、これが天狗の鼻のように見えることからこの和名がある。この突起はパルピ（下唇髭）という器官で、他のチョウにもあるが、テングチョウのパルピは複眼径の3倍以上も伸び、よく目立つ。なお、このパルピはタテハチョウ科などでは比較的大きいが、アゲハチョウ科やシロチョウ科では小さい。
北海道から沖縄本島まで分布し、朝鮮半島と台湾にも分布する。このうち屋久島以北の個体群は本土亜種 L. c. celtoides、奄美大島から沖縄本島の個体群は南西諸島亜種 L. c. amamiana とされている。
山地から平地の雑木林の周辺に生息し、成虫は年1回もしくは2回発生する。最初に発生するのは6 - 7月頃だが、盛夏には休眠する。秋に再び活動してそのまま成虫越冬し、冬眠から覚めた春先にも再び活動する。速く羽ばたいて機敏に飛び、各種の花に訪れる。まれに大発生することもある。
幼虫はエノキやリュウキュウエノキの葉を食草とする。幼虫はアオムシ型で、蛹は他のタテハチョウ科同様に尾部だけで逆さ吊りになる垂蛹型をとる。

## 人間との関係
大阪府箕面市のチョウに指定されている。
- 翅を広げた様子
- 翅を閉じた様子
- 翅の裏面
- 両側

## 種の保全状況評価
日本の以下の都道府県でレッドリストの指定を受けている。
- 本土亜種 L. c. celtoides - 青森県で準絶滅危惧
- 北海道亜種 L. c. matsumurae - 北海道で絶滅危惧Ⅱ類